# Seznam zahraničních cest Eduarda Hegera

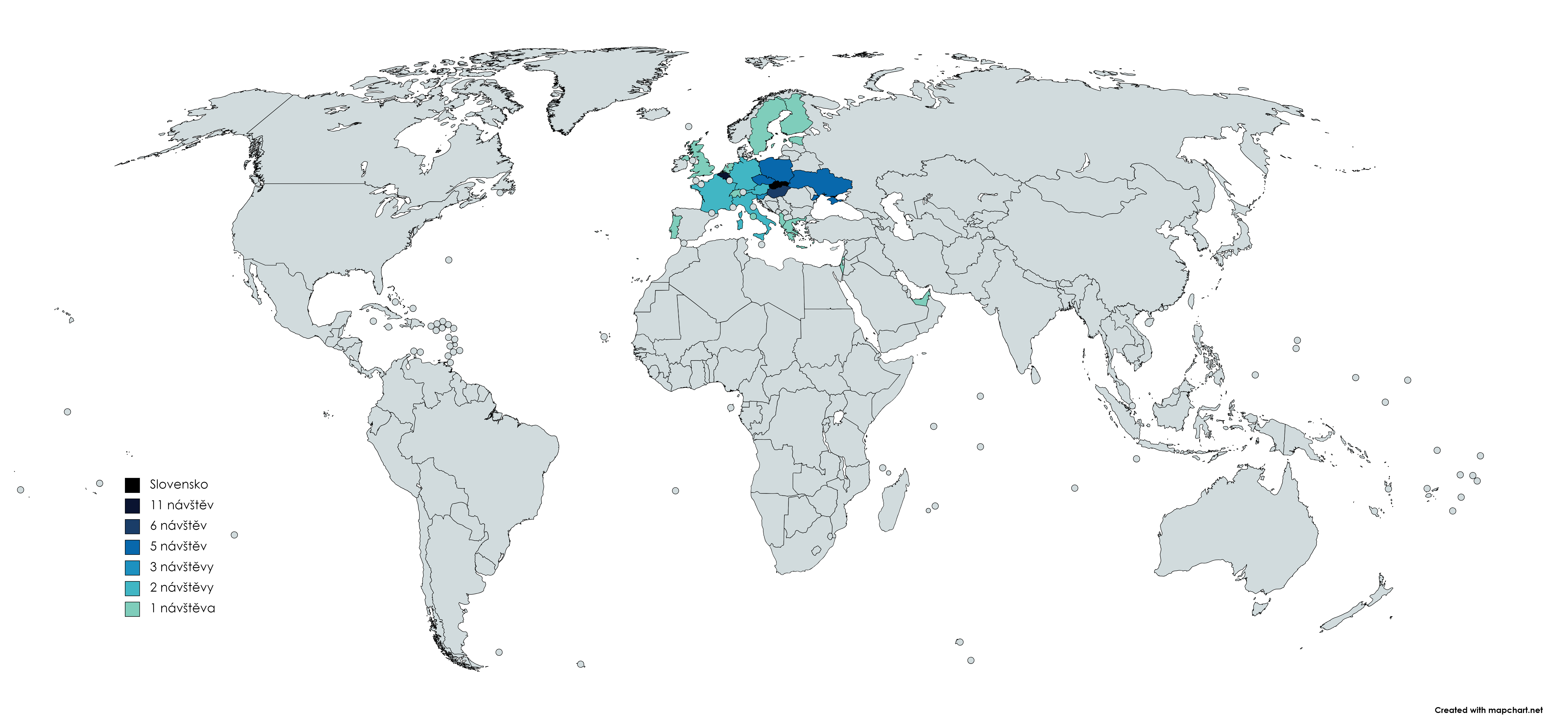
Mapa navštívených zemí

Toto je seznam zahraničních cest Eduarda Hegera v době vykonávání úřadu předsedy vlády Slovenské republiky.
Od dubna 2021 do května 2023 podnikl Heger své zahraniční cesty do těchto zemí:
- 1 návštěva: Albánie, Estonsko, Finsko, Izrael, Nizozemsko, Portugalsko, Řecko, Spojené arabské emiráty, Spojené království, Švédsko, Švýcarsko, Vatikán
- 2 návštěvy: Francie, Itálie, Německo, Rakousko
- 3 návštěvy: Slovinsko
- 5 návštěv: Česko, Polsko, Ukrajina
- 6 návštěv: Maďarsko
- 11 návštěv: Belgie

## 2021

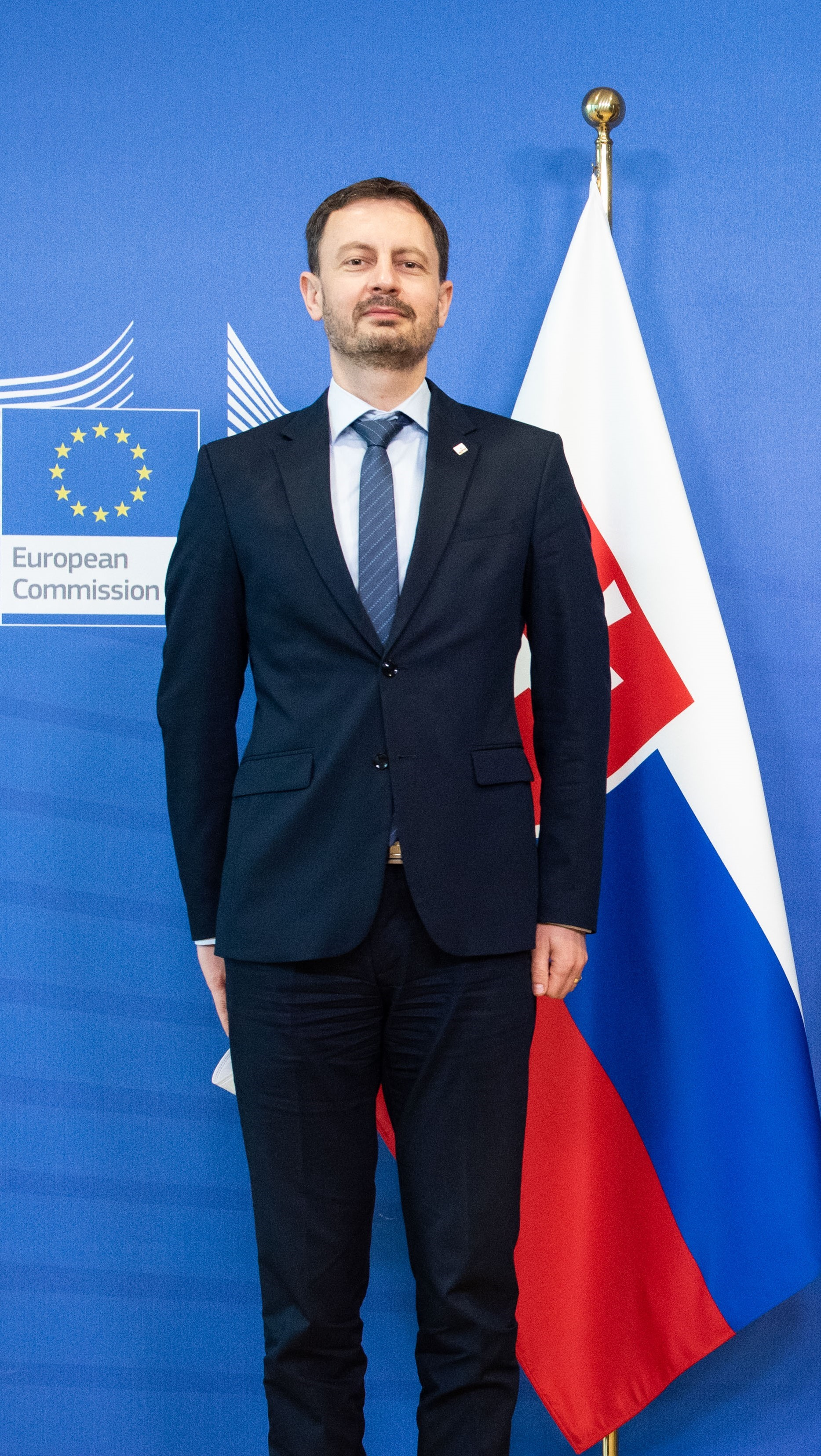
Slovenský premiér Heger v Bruselu

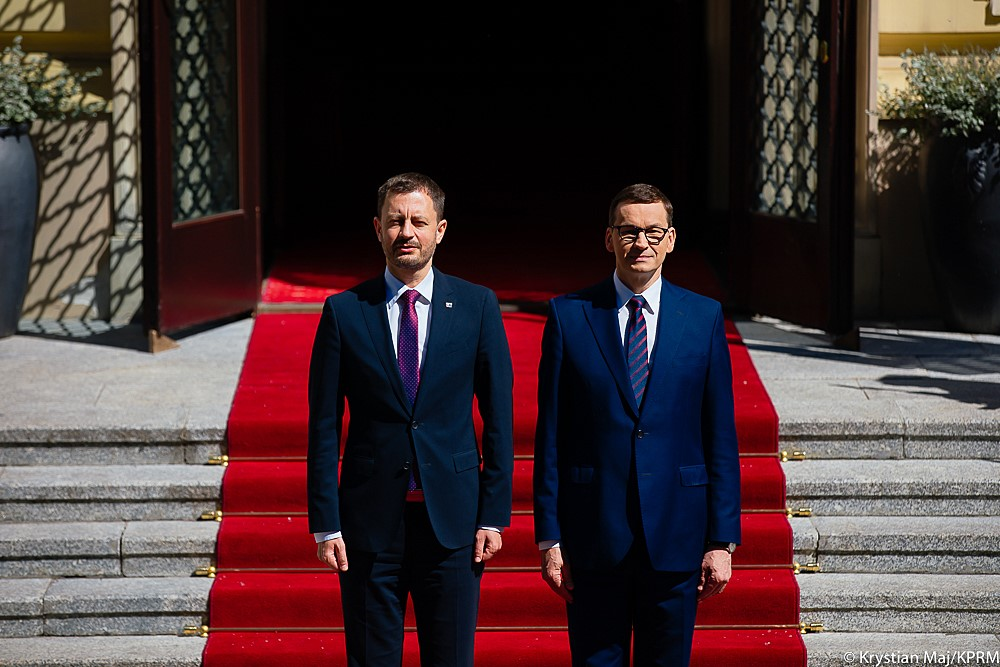
Slovenský premiér Heger s polským premiérem Mateuszem Morawieckim během státní návštěvy v Polsku.

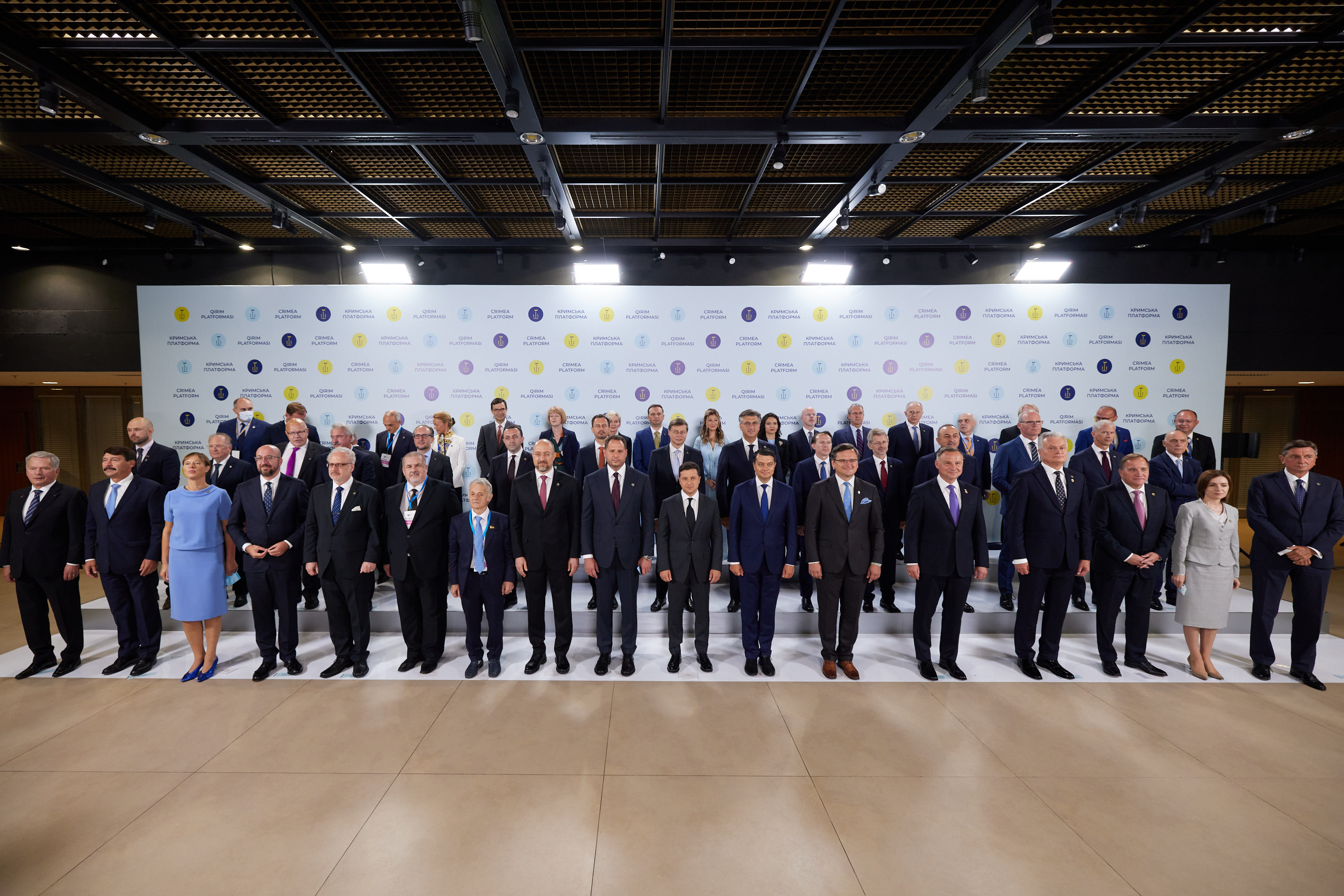
Slovenský premiér Heger s představiteli 40 zemí na summitu Krymské platformy.

| Poř. | Země                    | Místo           | Datum            | Podrobnosti |
| ---- | ----------------------- | --------------- | ---------------- | --- |
| 1.   | Česko                   | Praha           | 15. dubna        | Setkání s premiérem Andrejem Babišem, prezidentem Milošem Zemanem, předsedou Senátu Milošem Vystrčilem a předsedou Poslanecké sněmovny Radkem Vondráčkem.          |
| 2.   | Belgie                  | Brusel          | 27. dubna        | Setkání s předsedou Evropské rady Charlesem Michelem, předsedkyní Evropské komise Ursulou von der Leyenovou a generálním tajemníkem NATO Jensem Stoltenbergem.     |
| 3.   | Rakousko                | Vídeň           | 4. května        | Setkání s kancléřem Sebastianem Kurzem a prezidentem Alexandrem Van der Bellenem.                                                                                  |
| 4.   | Portugalsko             | Porto           | 7.–8. května     | Účast na summitu premiérů zemí EU, setkání s premiéry zemí V4 a španělským premiérem Pedrem Sánchezem.                                                             |
| 5.   | Ukrajina                | Kyjev           | 28. května       | Setkání s prezidentem Volodymyrem Zelenskym a premiérem Denysem Šmyhalem.                                                                                          |
| 6.   | Polsko                  | Varšava         | 10. června       | Setkání s premiérem Mateuszem Morawieckim a prezidentem Andrzejem Dudou.                                                                                           |
| 7.   | Maďarsko                | Budapešť        | 29. června       | Setkání s premiérem Viktorem Orbánem a předsedou parlamentu Lászlém Kövérem.                                                                                       |
| 8.   | Polsko                  | Katovice        | 30. června       | Účast na summitu premiérů zemí V4. |
| 9.   | Slovinsko               | Lublaň          | 9. července      | Účast na summitu premiérů zemí V4, setkání s premiérem Janezem Janšou.                                                                                             |
| 10.  | Ukrajina                | Kyjev           | 23. srpna        | Účast na summitu Krymské platformy. |
| 11.  | Slovinsko               | Bled            | 1. září          | Účast na fóru o budoucnosti Evropy, setkání s premiérem Janezem Janšou.                                                                                            |
| 12.  | Česko                   | Lednice         | 7. září          | Účast na summitu premiérů zemí S3. |
| 13.  | Řecko                   | Athény, Attika  | 29.–30. září     | Návštěva míst zasáhnutých rozsáhlými požáry, setkání s předsedou vlády Kyriakosem Mitsotakisem a prezidentkou Katerinou Sakellaropulosovou.                        |
| 14.  | Slovinsko               | Brdo pri Kranju | 5.–6. října      | Účast na summitu EU a západního Balkánu a setkání premiérů zemí V4.                                                                                                |
| 15.  | Maďarsko                | Ostřihom        | 11. října        | Setkání s premiérem Viktorem Orbánem při příležitosti 20. výročí znovuotevření mostu Márie Valérie.                                                                |
| 16.  | Maďarsko                | Budapešť        | 12. října        | Účast na summitu premiérů zemí V4 a egyptského prezidenta Abdala Fattáha Sisího.                                                                                   |
| 17.  | Švédsko                 | Malmö           | 13. října        | Účast na Mezinárodním fóru o holokaustu a boji proti antisemitismu, setkání s předsedou Evropské rady Charlesem Michelem a ukrajinským premiérem Denysem Šmyhalem. |
| 18.  | Spojené arabské emiráty | Dubaj           | 14.–15. října    | Návštěva Expo 2020. |
| 19.  | Belgie                  | Brusel          | 21.–22. října    | Účast na summitu EU. |
| 20.  | Maďarsko                | Budapešť        | 4. listopadu     | Účast na summitu premiérů zemí V4, setkání s jihokorejským prezidentem Mun Če-inem.                                                                                |
| 21.  | Ukrajina                | Užhorod         | 12. listopadu    | Setkání s premiérem Denysem Šmyhalem, návštěva ukrajinsko-slovenské základní školy.                                                                                |
| 22.  | Maďarsko                | Budapešť        | 23. listopadu    | Účast na summitu premiérů zemí V4. |
| 23.  | Maďarsko                | Budapešť        | 13. prosince     | Účast na summitu premiérů zemí V4. setkání s francouzským prezidentem Emmanuelem Macronem.                                                                         |
| 24.  | Belgie                  | Brusel          | 15.–16. prosince | Účast na summitu premiérů zemí EU. |

## 2022
| Poř. | Země                            | Místo                           | Datum            | Podrobnosti |
| ---- | ------------------------------- | ------------------------------- | ---------------- | --- |
| 25.  | Francie                         | Paříž                           | 16. února        | Setkání s lídry zemí EU a afrických zemí. |
| 26.  | Belgie                          | Brusel                          | 17.–18. února    | Účast na summitu lídrů zemí EU a afrických zemí, setkání se rwandským prezidentem Paulem Kagame a ghanským prezidentem Nana Akufo-Addo.                                                                 |
| 27.  | Belgie                          | Brusel                          | 24. února        | Účast na mimořádném summitu lídrů zemí EU k ruské invazi na Ukrajinu. |
| 28.  | Spojené království              | Londýn                          | 8. března        | Účast na summitu premiérů zemí V4 a Spojeného království, setkání s Borisem Johnsonem. |
| 29.  | Francie                         | Versailles                      | 10.–11 března    | Účast na summitu lídrů zemí EU. |
| 30.  | Itálie, Vatikán                 | Řím, Vatikán                    | 13.–14. března   | Setkání s papežem Františkem, kardinálem státním sekretářem Pietrem Parolinim a Jozefem Tomkou, návštěva Papežské slovenské koleje sv. Cyrila a Metoděje, Sixtinské kaple a slovenského velvyslanectví. |
| 31.  | Belgie                          | Brusel                          | 24.–25. března   | Účast na summitu lídrů zemí EU. |
| 32.  | Ukrajina                        | Kyjev, Buča                     | 8.–9. dubna      | Setkání s prezidentem Volodymyrem Zelenským a premiérem Denysem Šmyhalem, návštěva města Buča s předsedkyní EK Ursulou von der Leyenovou a šéfem unijní diplomacie Josepem Borrellem.                   |
| 33.  | Polsko                          | Varšava                         | 5. května        | Účast na dárcovské konferenci pro Ukrajinu. |
| 34.  | Švýcarsko                       | Davos                           | 25.–26. května   | Účast na Světovém ekonomickém fóru. |
| 35.  | Belgie                          | Brusel                          | 30.–31. května   | Účast na summitu lídrů zemí EU. |
| 36.  | Německo                         | Berlín                          | 13. června       | Setkání s premiérem Olafem Scholzem. |
| 37.  | Belgie                          | Brusel                          | 23.–24. června   | Účast na summitu lídrů zemí EU. |
| 38.  | Česko                           | Karlovy Vary                    | 2.–3. července   | Účast na Mezinárodním filmovém festivalu Karlovy Vary, setkání s premiérem Petrem Fialou, účast v pořadu Otázky Václava Moravce s Petrem Fialou.                                                        |
| 39.  | Rakousko                        | Vídeň                           | 18. července     | Setkání s kancléřem Karlem Nehammerem. |
| 40.  | Německo                         | Bad Staffelstein                | 21. července     | Vystoupení na setkání poslanců Spolkového sněmu strany Křesťansko-sociální unie Bavorska. |
| 41.  | Polsko                          | Strachocina                     | 26. srpna        | Otevření nového plynovodu s premiérem Mateuszem Morawieckim. |
| 42.  | Itálie                          | Řím                             | 8. září          | Setkání s premiérem Mariem Draghim. |
| 43.  | Česko                           | Praha                           | 6.–⁠7. října      | Účast na neformálním setkání lídrů EU. |
| 44.  | Belgie                          | Brusel                          | 20.–21. října    | Účast na summitu lídrů EU. |
| 45.  | Finsko, Česko, Estonsko, Polsko | Helsinky, Praha, Tallinn, Řešov | 9.–11. listopadu | Účast na vojenském cvičení V4, USA a VB; setkání s finským prezidentem Saulim Niinistöm a premiérkou Sannou Marinovou, českým premiérem Petrem Fialou a estonskou premiérkou Kajou Kallasovou.          |
| 46.  | Nizozemsko                      | Amsterdam, Haag                 | 21. listopadu    | Návštěva Mezinárodního trestního soudu, setkání s premiérem Markem Ruttem. |
| 47.  | Albánie                         | Tirana                          | 6. prosince      | Účast na summitu lídru EU a západního Balkánu. |

## 2023
| Poř. | Země     | Místo       | Datum          | Podrobnosti |
| ---- | -------- | ----------- | -------------- | --- |
| 48.  | Belgie   | Brusel      | 10. února      | Účast na mimořádném setkání lídrů EU.                                                                               |
| 49.  | Izrael   | Jeruzalém   | 5.–6. března   | Setkání s premiérem Benjaminem Netanjahu, prezidentem Jicchakem Herzogem a ministrem zahraničních věcí Eli Kohenem. |
| 50.  | Belgie   | Brusel      | 23.–24. března | Účast na zasedání Rady Evropy.                                                                                      |
| 51.  | Ukrajina | Kyjev, Buča | 31. března     | Setkání s prezidentem Volodymyrem Zelenským.                                                                        |